# Pancéřníček brazilský
Pancéřníček brazilský (Callichthys callichthys) je paprskoploutvá ryba z čeledi pancéřníčkovití (Callichthyidae).
Druh byl popsán roku 1758 ichtyologem Carlem Linné.

## Popis a výskyt
Maximální délka ryby je 21 cm.
Podlouhlé, zploštělé tělo s plochým břichem. Zploštělá hlava. Tělo a hlava tmavě olivové barvy či šedohnědé. Samci mají modré až fialové odlesky na bocích. Samice jsou větší a robustnější.
Byla nalezena ve vodách Jižní Ameriky: většina řek od Buenos Aires. Obývá různé prostředí, od znečištěných vod po volně tekoucí čisté vody.
Díky střevnímu dýchání se dokáže z vyschlého koryta přesunout do vody. Živý se rybami, hmyzem a rostlinami. Mláďata se živí vířníky. Během rozmnožování se břicho samce zbarví do oranžova. Samec tvoří pěnové hnízdo, které hlídá poté, co samice naklade vajíčka (až 120).
Je využívána jako akvarijní ryba.